# Grand Prix Vorarlberg
Der Grand Prix Vorarlberg oder kurz GP Vorarlberg ist ein österreichisches Straßenradrennen für Männer.
Das Eintagesrennen wurde erstmals im Jahr 1997 ausgetragen und wurde bis 2022 mit Unterbrechungen als Rennen des nationalen Kalenders ausgetragen. Seit 2023 ist das Rennen Teil der UCI Europe Tour und in die UCI-Kategorie 1.2 eingestuft. Die Strecke führt auf zwei unterschiedlichen Rundkursen, die mehrfach zu absolvieren sind, um die Marktgemeinde Nenzing in Vorarlberg. 

## Palmarès (ab 2023)
| Jahr | Sieger        | Zweiter         | Dritter        |
| ---- | ------------- | --------------- | -------------- |
| 2023 | Michael Boroš | Moran Vermeulen | Jaka Primožič  |
| 2024 | Jaka Primožič | Michael Boroš   | Martin Messner |
| 2025 |               |                 |                |